# Cadmiumhydrid
Cadmiumhydrid ist eine chemische Verbindung des Cadmiums aus der Gruppe der Hydride. Neben den Dihydrid ist auch das Cadmiummonohydrid CdH bekannt.

## Gewinnung und Darstellung
Cadmiumhydrid kann durch Reaktion von Cadmium(II)-iodid oder Dimethylcadmium mit Lithiumaluminiumhydrid in Diethylether bei −78 °C gewonnen werden. Die Verbindung wurde 1951 erstmals synthetisiert.
{\displaystyle \mathrm {2\ LiAlH_{4}+CdI_{2}\longrightarrow CdH_{2}+2\ AlH_{3}+2\ LiI} }

## Eigenschaften
Cadmiumhydrid ist ein instabiler Feststoff. Er zersetzt sich ab einer Temperatur von −20 °C langsam und spontan bei Raumtemperatur.